# John Hawkes (aktor)
John Marvin Perkins (ur. 11 września 1959 w Alexandrii) – amerykański aktor filmowy i telewizyjny, nominowany do Oscara za drugoplanową rolę w filmie Do szpiku kości.

## Życiorys

### Wczesne lata
Urodził się w Alexandrii, w stanie Minnesota, jako syn Patricii Jeanne (z domu Olson) i Petera Johna „Pete’a” Perkinsa, rolnika. Rodzina jego matki pochodziła z Norwegii, Wysp Brytyjskich i Danii, a jego ojciec miał pochodzenie szwedzkie, irlandzkie i angielskie. W 1977 ukończył Jefferson High School w rodzinnym mieście.
Po roku studiów w St. Cloud State University w St. Cloud w Minnesocie, przeniósł się do Austin w Teksasie, gdzie założył Big State Productions, firmę teatralną, która dała Hawkesowi możliwość pisania, reżyserowania i występowania. Wystąpił w komedii Greater Tuna, z którą odbył tournée w Chicago, San Francisco i Los Angeles. Napisał również i zagrał w uznanej przez krytyków sztuce Nimrod Soul. Od wczesnych lat 80. śpiewał i grał na gitarze z zespołami rockowymi, takimi jak Meat Joy z Gretchen Phillips i Gangster Folk.

### Kariera
Zadebiutował na kinowym ekranie jako kierowca ciężarówki Teskey w komedii Hugh Wilsona Akademia Policyjna (Police Academy, 1984). Był świetlnym człowiekiem w niskobudżetowym horrorze Future-Kill (1985) z Marilyn Burns. Po występie jako Sloane w dreszczowcu Zmarły w chwili przybycia (D.O.A., 1988) z Dennisem Quaidem i roli roznosiciela pizzy w komedii sportowej Johnny, bądź dobry (Johnny Be Good, 1988) u boku Anthony’ego Michaela Halla, zagrał pierwszą znaczącą rolę jako młody fanatyk audio, który przypadkowo nagrywa brutalne morderstwo w niskobudżetowym dramacie kryminalnym Murder Rap (1988). Wystąpił w teledysku do piosenki zespołu a-ha „Crying in the Rain” (1990). W filmie Roberta Rodrigueza Od zmierzchu do świtu (1996) został obsadzony w drugoplanowej roli pracownika sklepu monopolowego. Trafił też do obsady komedii kryminalnej Bretta Ratnera Godziny szczytu (Rush Hour, 1998), komedii Miłość i frytki (Home Fries, 1998) z Drew Barrymore, horroru Koszmar następnego lata (1998) i dramatu Wolfganga Petersena Gniew oceanu (2000) u boku George’a Clooneya.
Sukces przyszedł wraz z rolą Richarda Swerseya, sprzedawcy butów, od którego odeszła żona w komediodramacie Mirandy July Ty i ja, i wszyscy, których znamy (Me and You and Everyone We Know, 2005), który został nagrodzony Złotą Kamerą na Festiwalu Filmowym w Cannes i Sundance Film Festival. W serialu HBO Deadwood (2004–2006) wcielił się w postać żydowskiego kupca Sol Stara.
W 2005 nagrywał i koncertował z grupą muzyczną King Straggler wraz z innymi aktorami – Rodneyem Eastmanem i Brentem Gorem. W dreszczowcu sensacyjnym Michael Mann Miami Vice (2006) wystąpił w roli informatora ulicznego Alonza Stevensa, który początkowo pracował dla Crocketta (Colin Farrell) i Tubbsa (Jamie Foxx), zanim przekazali go FBI w Miami, kierowanemu przez Johna Fujimę (Ciarán Hinds). W czarnej komedii Tamten świat samobójców (Wristcutters: A Love Story, 2006) pojawił się jako Yan.
W Amerykańskim gangsterze (2007) wcielił się w postać partnera Russella Crowe’a. We wszystkich czterech sezonach serialu HBO Mogło być gorzej Eastbound & Down (2009–2013) grał postać Dustina Powersa, brata głównego bohatera Kenny’ego Powersa (Danny McBride). W serialu ABC Zagubieni (Lost, 2010) zagrał Lennona. Za kreację Łezki w dramacie Debry Granik Do szpiku kości (Winter’s Bone, 2010) otrzymał nominację do Oscara i nagrody Gildii Aktorów Filmowych w kategorii najlepszy aktor drugoplanowy.

## Filmografia

### Filmy fabularne
- 2018: Unlovable jako Jim
- 2017: Trzy billboardy za Ebbing, Missouri jako Charlie
- 2015: Everest jako Doug Hansen
- 2013: Life of Crime jako Louis Gara
- 2013: The Pardon jako Finnon ‘Arkie’ Burke
- 2013: The Sleepy Man jako Śpiący mężczyzna
- 2013: Resurrection Slope jako John
- 2012: Leaning Towards Solace jako ojciec
- 2012: The Playroom jako Martin Cantwell
- 2012: Arkadia (Arcadia) jako Tom
- 2012: Lincoln jako Robert Latham
- 2012: Sesje (The Sessions) jako Mark O’Brien
- 2012: Outlaw Country jako Tarzen Larkin
- 2011: Epidemia strachu (Contagion) jako Roger
- 2011: Przełamując wiarę (Higher Ground) jako CW Walker
- 2011: Martha Marcy May Marlene jako Patrick
- 2011: The Pardon jako Finnon ‘Arkie’ Burke
- 2010: Small Town Saturday Night jako Donnie Carson
- 2010: Do szpiku kości (Winter’s Bone) jako Łezka
- 2010: Everything Will Happen Before You Die jako Lane
- 2010: On Holiday jako Dziki Bill
- 2009: Earthwork jako Stan Herd
- 2009: Path Lights jako Bobby
- 2009: S. Darko jako Phil
- 2009: Tender as Hellfire jako Francuz
- 2009: Eve’s Necklace jako William (głos)
- 2009: Wasteland jako Daniel
- 2008: Cud w wiosce Sant Anna (Miracle at St. Anna) jako Herb Redneck
- 2008: Dark Yellow jako człowiek
- 2007: Amerykański gangster jako Freddie Spearman
- 2007: Welcome jako Bill
- 2006: Miami Vice jako Alonzo Stevens
- 2006: Tamten świat samobójców (Wristcutters: A Love Story) jako Yan
- 2005: Amatorski projekt (The Moguls) jako Moe
- 2005: Ty i ja, i wszyscy, których znamy (Me and You and Everyone We Know) jako Richard Swersey
- 2004: Sweet Underground jako Johnny
- 2003: Tożsamość (Identity) jako Larry
- 2003: Strange Frequency 2 jako Jared (nowela „Cold Turkey”)
- 2002: Buttleman jako Harold Buttleman
- 2001: Sam’s Circus jako Gunner
- 2001: Krótka piłka (Hard Ball) jako Ticky Tobin
- 2001: The Orange Orange jako Romeo
- 2000: Piasek (Sand) jako Hardy
- 2000: Gniew oceanu (The Perfect Storm) jako Mike ‘Bugsy’ Moran
- 1999: Diamentowa afera (Blue Streak) jako Eddie
- 1999: Late Last Night jako Ponzo
- 1999: A Slipping-Down Life jako David Elliot
- 1998: Koszmar następnego lata (I Still Know What You Did Last Summer) jako Dave
- 1998: Tropem Marlowe’a (Where’s Marlowe?) jako Earl
- 1998: Godziny szczytu (Rush Hour) jako Stucky
- 1998: Miłość i frytki (Home Fries) jako Randy
- 1998: Boogie Boy jako T-Bone
- 1997: Udając Boga (Playing God) jako Flick
- 1997: Steel jako Mugger
- 1997: Dopóki tam byłaś ('Til There Was You) jako Gawayne
- 1996: Deep in the Heart jako Mac
- 1996: Od zmierzchu do świtu (From Dusk Till Dawn) jako Pete Bottoms
- 1996: Shaughnessy
- 1995: Strach na wróble (Night of the Scarecrow) jako Danny Thompson
- 1995: Kongo (Congo) jako Bob Driscoll
- 1995: Angry Cafe jako Turtle
- 1994: Śmierć w eterze (Dead Air) jako Morton
- 1994: Zimni i szaleni (Cool and the Crazy) jako Szaleniec
- 1994: Wyścigowcy (Roadracers) jako Nixer
- 1993: Krew z krwi, kość z kości jako Groom
- 1993: Twardziel (Freaked) jako kowboj
- 1992: Nails jako Harvey Cassler
- 1991: Dylemat (The Rape of Doctor Willis) jako Mateson
- 1991: Słodka trucizna (Sweet Poison) jako Jimmy
- 1990: Never Leave Nevada jako Christo
- 1989: Rozalka idzie na zakupy (Rosalie Goes Shopping) jako Schnucki z Greenspace
- 1989: Scary Movie jako Warren
- 1988: Dakota jako Rooster
- 1988: Hotel złamanych serc jako M.C.
- 1988: Dwoje do pary jako złodziej #1
- 1988: Johnny, bądź dobry (Johnny Be Good) jako Dostawca pizzy #1
- 1988: D.O.A. jako Sloane
- 1988: Bar-B-Que Movie jako Jerry, tata
- 1987: Murder Rap jako Christopher / Wiseman
- 1985: Future-Kill jako The Light Man

### Seriale telewizyjne
- 2010: Zagubieni (Lost) jako Lennon
- 2009–2013: Mogło być gorzej (Eastbound & Down) jako Dustin Powers
- 2009: Świry (Psych) jako Rollins
- 2008: Detektyw Monk (Monk) jako Matthew Teeger
- 2007: CSI: Kryminalne zagadki Las Vegas (CSI: Las Vegas) jako Terry Wicker
- 2007: Bez śladu (Without a Trace) jako Terry Wicker
- 2004–2006: Deadwood jako Sol Star
- 2002: Wybrańcy obcych (Taken) jako Marty Erickson
- 2001: 24 godziny (24) jako Greg Penticoff
- 2001: Niesamowita częstotliwość (Strange Frequency) jako Autor piosenek
- 2000: Kancelaria adwokacka (The Practice) jako Stuart Donovan
- 1999: The Magnificent Seven
- 1999: Z Archiwum X (The X Files) jako Phillip Padgett
- 1999: Stan wyjątkowy (Martial Law) jako Jake Simms
- 1998: Potępieniec (Brimstone) jako Willy
- 1998: Fantasy Island jako Arnie White
- 1998: Buffy: Postrach wampirów (Buffy the Vampire Slayer) jako George
- 1998: Kruk: Droga do nieba (The Crow: Stairway to Heaven) jako Jake Thompson
- 1997: Naga prawda (The Naked Truth) jako Duane Baldwin
- 1997: Profit jako dr Jeremy Batewell
- 1997: Ostry dyżur (E.R.) jako P.A.
- 1997: Nash Bridges jako Vaughn
- 1997: Niebieski Pacyfik (Pacific Blue) jako Paul Brent
- 1997: Miasto na luzie (The Big Easy) jako Dziki Bill
- 1996: Millennium jako Mike Bardale
- 1996: Ziemia obiecana (Promised Land) jako Jake
- 1996: Dangerous Minds jako Evan
- 1995: Dotyk anioła (Touched by an Angel) jako Mason
- 1995: Szeryf (The Marshal) jako Elton
- 1994: Rebel Highway jako Crazy / Nixer
- 1993–1994: Skrzydła (Wings) jako Mark, kelner
- 1993: Przygoda na Dzikim Zachodzie (The Adventures of Brisco County Jr.) jako aAsystent Johnny’ego Montany w Utah
- 1992: Przystanek Alaska (Northern Exposure) jako Jason
- 1992: Mann & Machine jako Tommy Chartraw